# Zappanale

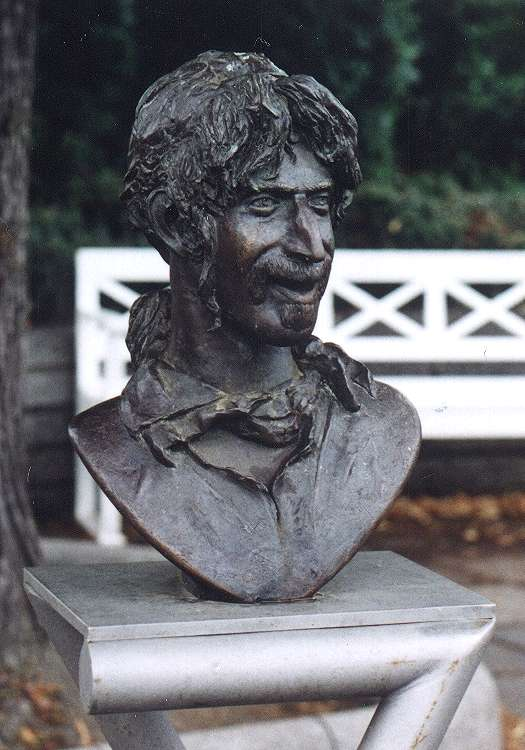
Busta Franka Zappy v Bad Doberan

Zappanale je od roku 1990 každoročně konaný hudební festival. Věnuje se tvorbě amerického hudebníka a skladatele Franka Zappy a koná se v německém městě Bad Doberan. Často zde vystupovali například i hudebníci, kteří v minulosti se Zappou spolupracovali. Během let zde hráli například Adrian Belew, Ike Willis či česká kapela The Plastic People of the Universe. V roce 2002 organizátoři sehnali peníze na vyrobení Zappovy busty. Tu vytvořil český sochař Vaclav Cesak a je umístěna v centru Bad Doberan. V listopadu 2007 byli organizátoři festivalu zažalováni členy Zappovy rodiny kvůli používání jeho jména v názvu. Soud se konal v Düsseldorfu v srpnu 2008 a nakonec obě strany dostaly možnost mimosoudního vyrovnání. V lednu 2009 soud rozhodl, že festival nadále může tento název využívat.